# جبال الوازعية
جبال الوازعية وهي عبارة عن سلسلة جبال تقع في الجهة الغربية من محافظة تعز ويبلغ ارتفاعها حوالي (1000-1500) متر عن مستوى سطح البحر.